# Pavol Rankov
Pavol Rankov (Poprád, 1964. szeptember 16. –) szlovák író.

## Pályafutása
Pozsonyban járt iskolába. A Comenius Egyetemen könyvtártudományt tanult, 1987-ben szerzett diplomát. Ezután a Martini Szlovák Nemzeti Könyvtárban és a pozsonyi Szlovák Pedagógiai Könyvtárban dolgozott. 1993-ban csatlakozott a Comenius Egyetem munkatársaihoz. Elnyerte az Európai Könyvdíjat, valamint az Angelus-díjat Stalo sa prvého septembra (alebo inokedy) című regényéért, amelyet It Happened on September the First (or Whenever) címmel fordítottak angolra.
Rankov Pozsonyban él.

## Művei
- S odstupom času (novellák, 1995)
- My a oni / Oni a my (novellák, 2001)
- V tesnej blízkosti (novellák, 2004)
- Stalo sa prvého septembra (alebo inokedy) (regény, 2008)
- Matky (regény, 2011)
- Poviedky (az első három novelláskönyv gyűjteménye, 2012)
- Na druhej strane (novellák, 2013)
- Svätý mäsiar zo Šamorína a iné príbehy z čias Malej dunajskej vojny (poviedkový román, 2016)
- Miesta, čo nie sú na mape (regény, 2017)
- Legenda o jazyku (regény, 2018)
- Princezné a princovia (tündérmesék, 2020)
- Klinika (regény, 2022)
- Normálny Peter, veľmi tehotná mama a dobrý samaritán (2023)

### Szakmai kiadványok
- Masová komunikácia, masmédiá a informačná spoločnosť (Tömegkommunikáció, tömegmédia és információs társadalom; 2002)
- Informačná spoločnosť – perspektívy, paradoxy, problémy (Információs társadalom – perspektívák, paradoxonok, problémák; 2006)

### Magyarul megjelent
- Az idő távlatából (S odstupom času) – Kalligram, Pozsony, 2010 · ISBN 9788081013102 · fordította: Tóth Annamária
- Szeptember elsején (vagy máskor) Történelmi regény az 1938 és 1968 közötti évekből (Stalo sa prvého septembra (alebo inokedy)) – Kalligram, Pozsony, 2011 · ISBN 9788081014246 · fordította: Mészáros Tünde
- Túl a térképen (Miesta, čo nie sú na mape) – Pesti Kalligram, Budapest, 2020 · ISBN 9788081019883 · fordította: Vályi Horváth Erika
- A kis dunai háború, Avagy a somorjai szent mészáros és egyéb történetek (Svätý mäsiar zo Šamorína a iné príbehy z čias Malej dunajskej vojny) – Pesti Kalligram, Budapest, 2023 · ISBN 9788082670137 · fordította: Vályi Horváth Erika

## Fordítás
- Ez a szócikk részben vagy egészben  a   Pavol Rankov című angol Wikipédia-szócikk fordításán alapul.  Az eredeti cikk szerkesztőit annak laptörténete sorolja fel. Ez a jelzés csupán a megfogalmazás eredetét és a szerzői jogokat jelzi, nem szolgál a cikkben szereplő információk forrásmegjelöléseként.